# Lac de Fenestre
Le lac de Fenestre est situé à 2 266 m d'altitude dans le massif du Mercantour, sous le col de Fenestre.

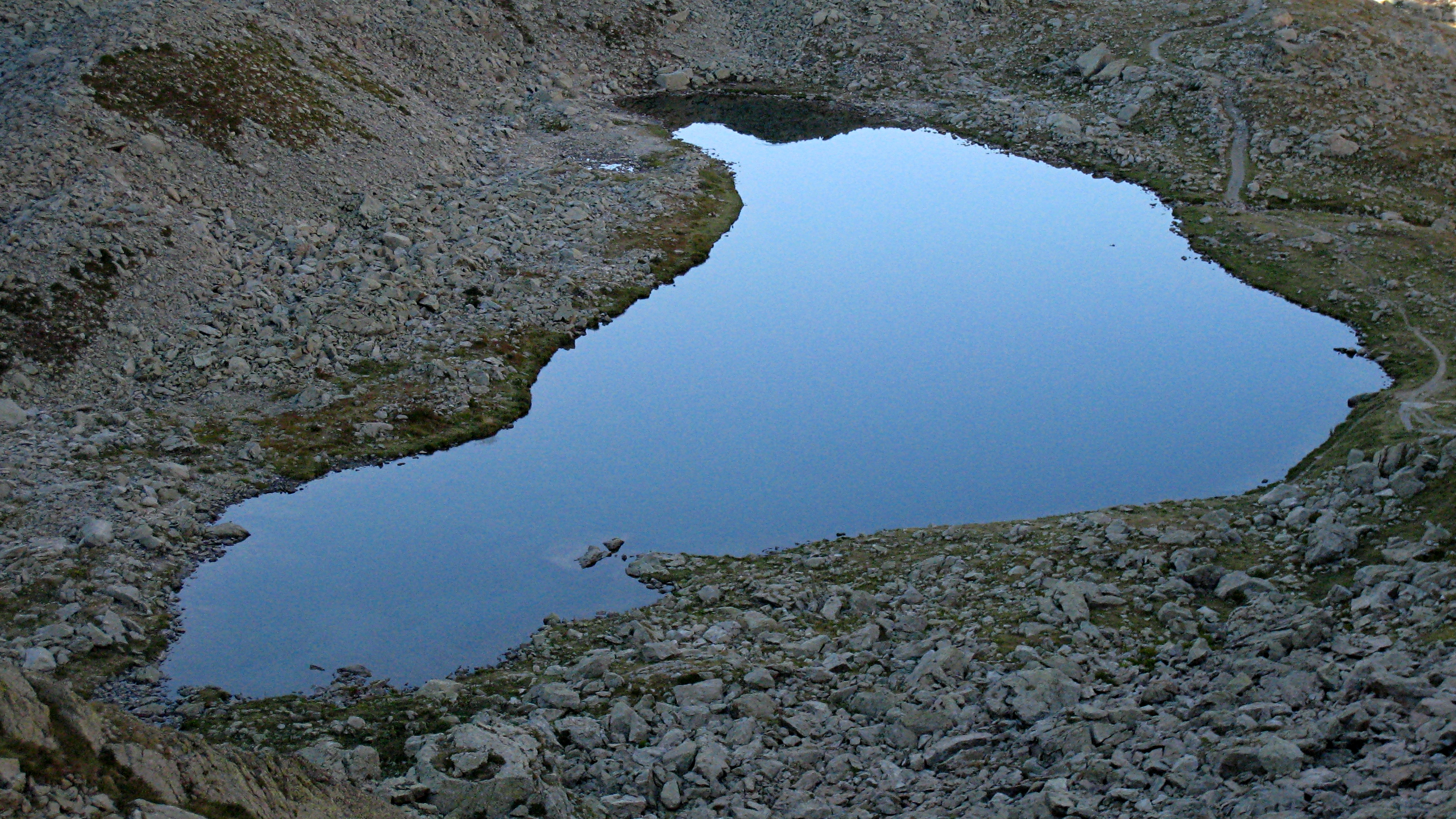
Vue du lac de Fenestre.